# Persil

Markenzeichen des Henkel-Persils

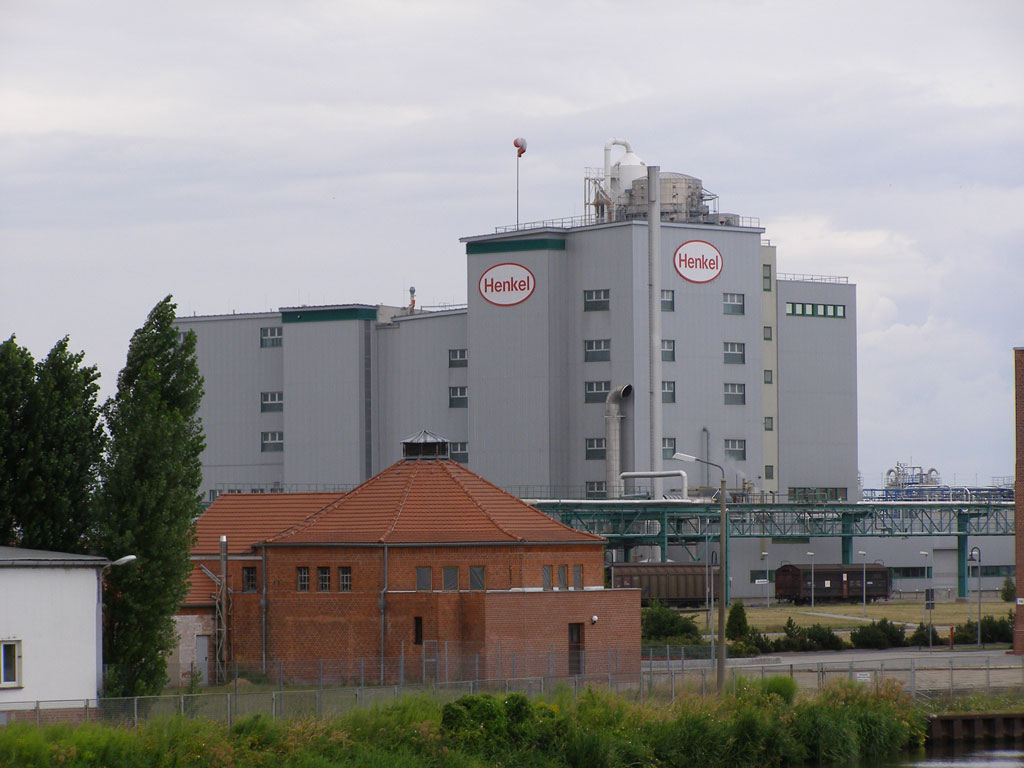
Zweigwerk in Genthin

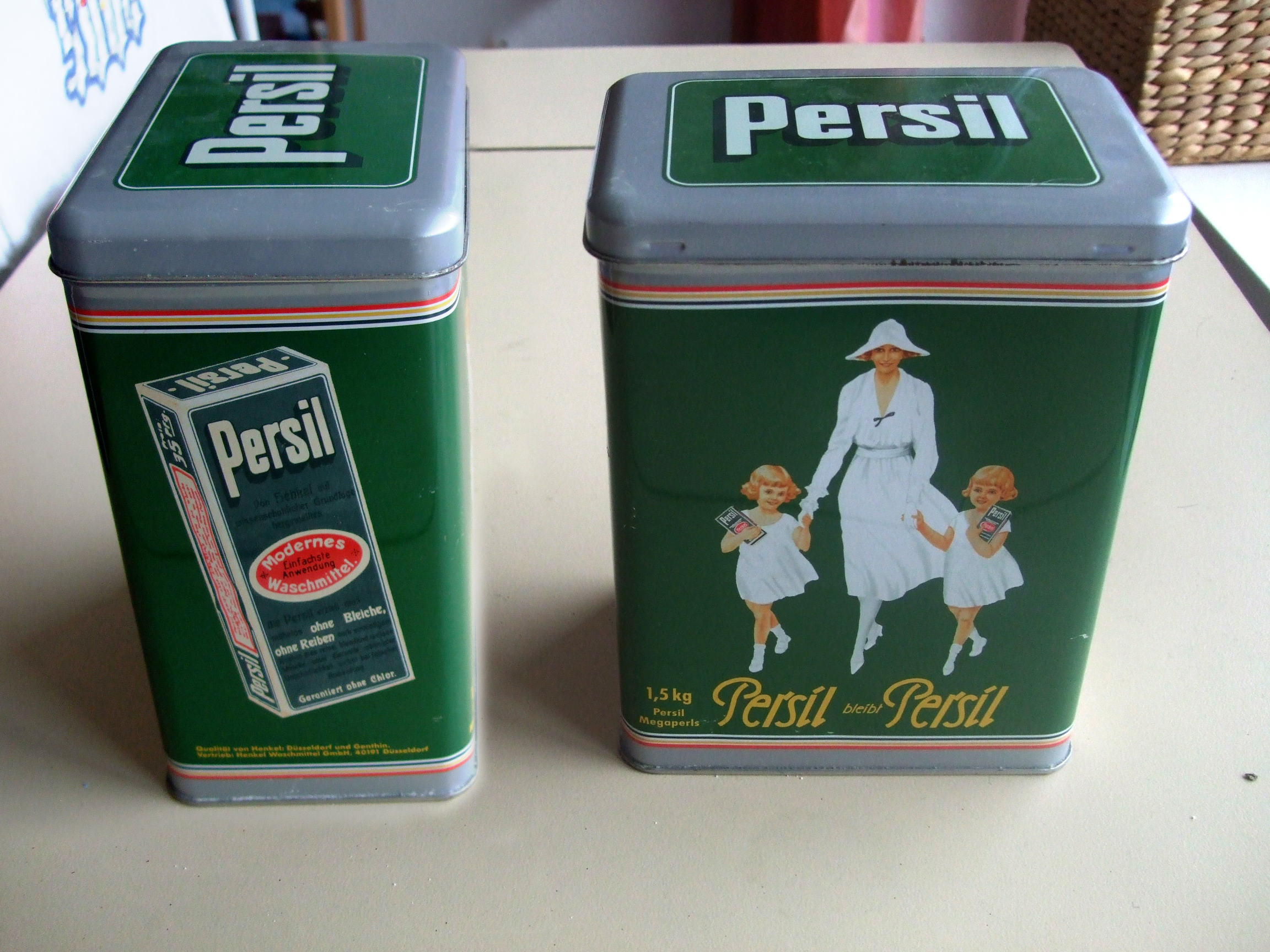
Front- und Seitenansicht einer Persil-Blechdose. Der Slogan „Persil bleibt Persil“ stammt aus dem Jahr 1913

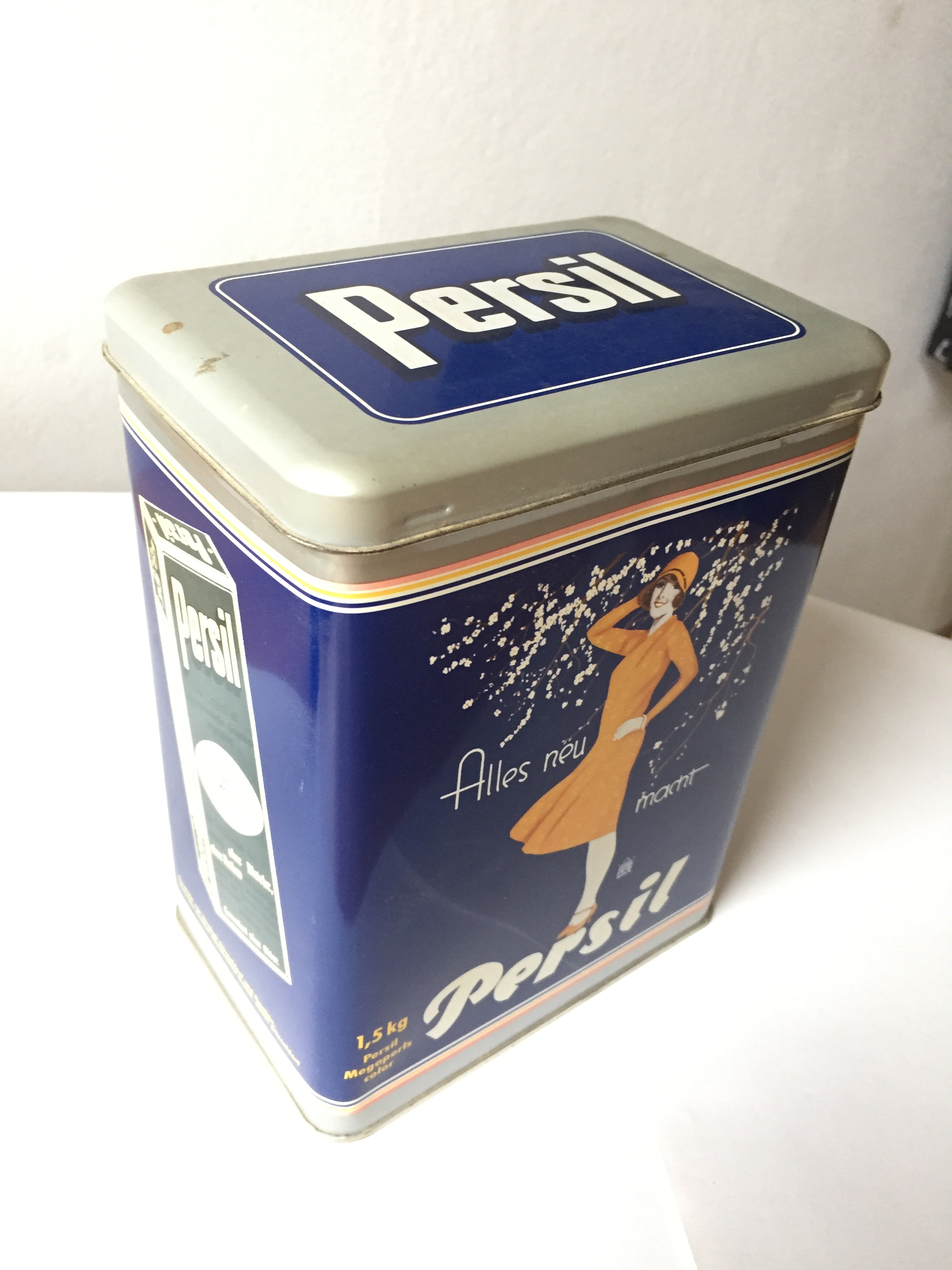
Persil-Blechdose mit dem Slogan „Alles neu macht Persil“

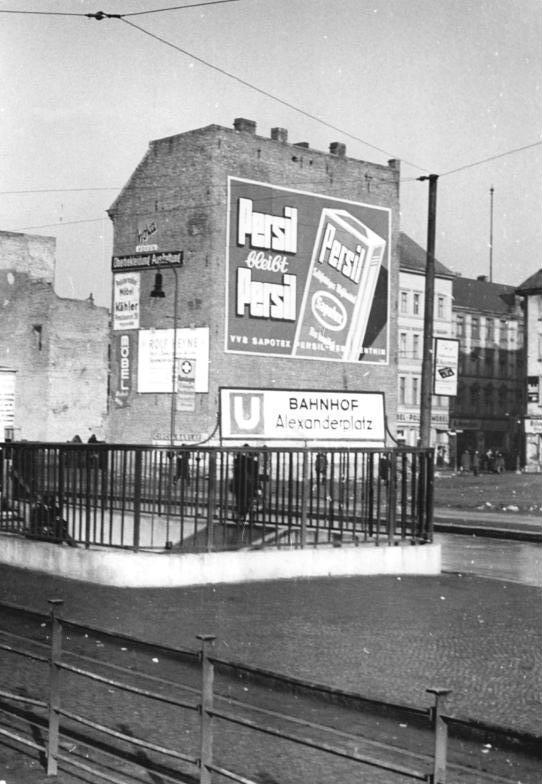
Mit Fassaden-Werbung am Alexanderplatz warb der VEB Persil-Werk 1951 in Berlins Ostteil für die DDR-Variante des Waschmittels.

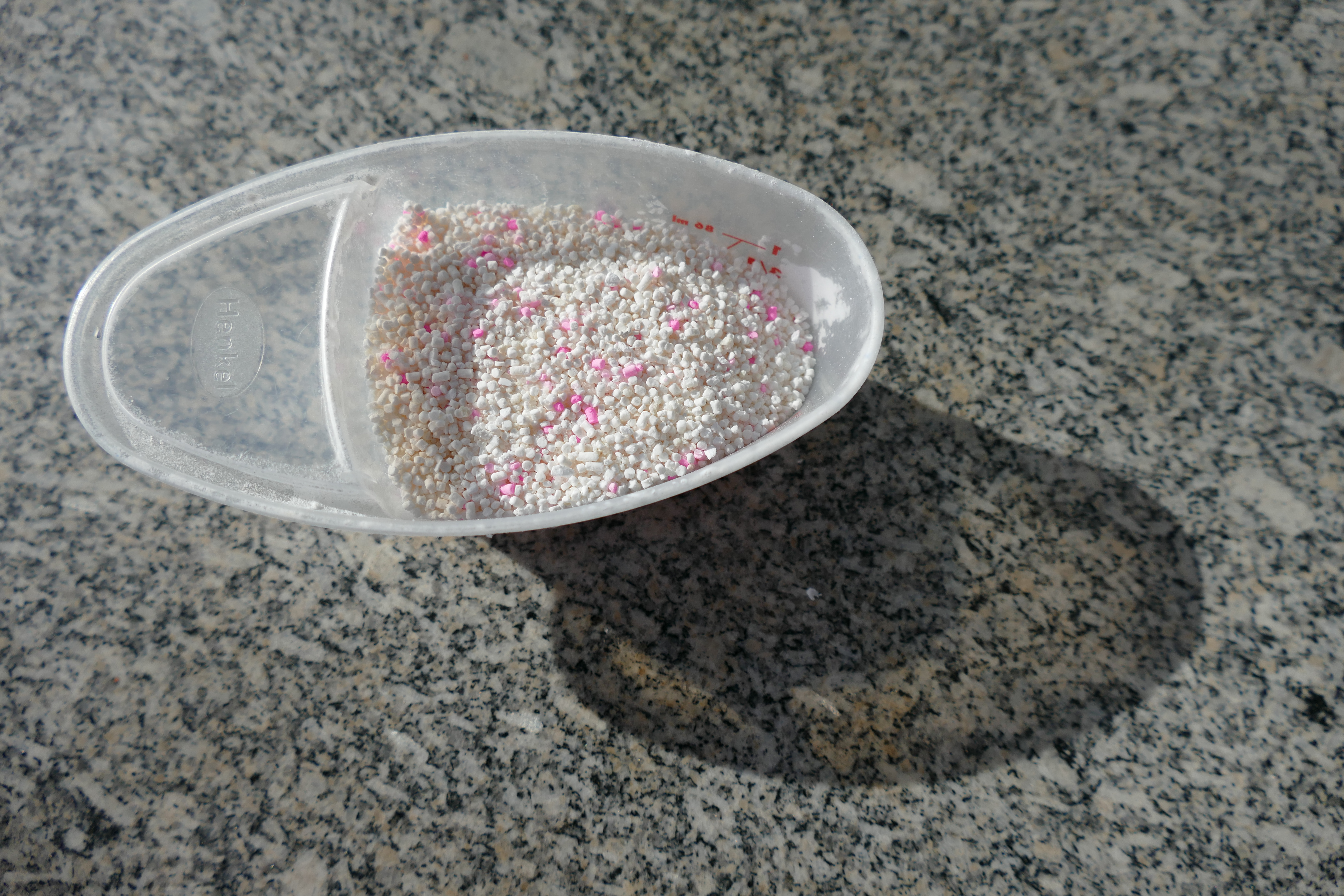
Persil Megaperls in einer Dosierhilfe

Persil ist eine Marke für ein Waschmittel des Henkel-Konzerns. Der Begriff ist ein Silbenwort aus den ursprünglichen Hauptbestandteilen des Waschmittels Perborat (Natriumperborat, als Bleichmittel) und Silikat (Natriumsilikat, als Schmutzlöser).

## Geschichte
Forscher des Unternehmens Henkel & Cie. entwickelten ein Waschmittel mit Eigenschaften, die Henkel als selbsttätig bezeichnete und bewarb. Die Wäsche brauchte nicht mehr auf dem Waschbrett stark gerieben zu werden, die enthaltenen Chemikalien lösten Schmutz ohne mechanisches Zutun.
Am 6. Juni 1907 erschien im Düsseldorfer Stadtanzeiger die erste Anzeige für Persil:

„In allernächster Zeit kommt das neue Waschmittel „Persil“ auf den Markt, mit dem man durch einmaliges Kochen, ohne Mühe, ohne Reiben, blendend weiße Wäsche erzielt, dabei garantiert der Fabrikant die absolute Unschädlichkeit für die Wäsche. Vollständig ungefährlich bei beliebiger Anwendung. Passen Sie auf, Annoncen geben bekannt, wann „Persil“ zu haben ist.“

Ab 1908 gab Henkel eine Garantie auf die sichere Anwendung des Mittels, die jeden durch den Gebrauch entstehenden Schaden ersetzen sollte. Persil hob sich von anderen Waschmitteln auch dadurch ab, dass es von Anfang an nur im Originalkarton und nicht als lose Ware verkauft wurde.
Persil ist auch das französische Wort für Petersilie; das Kaiserliche Patentamt zögerte deshalb jahrelang, den Begriff als Wortmarke anzuerkennen. 1909 vergab Henkel zehnjährige Lizenzen zur Nutzung der Marke Persil im Ausland, so in Frankreich an die Société d'Electro-Chimie und im Vereinigten Königreich an die Firma Crosfield.
Der Marseillais Jules Ronchetti hatte in Frankreich schon 1906 eine Seife unter der Marke Le Persil auf den Markt gebracht. Während des Ersten Weltkriegs verpflichtete sich Electro-Chimie gegenüber Ronchetti, keine Waschmittel mehr unter der Marke Persil zu verkaufen. Kurz darauf veräußerte Jules Ronchetti die Marke Le Persil an die englische Firma Lever Brothers. Dieser fiel 1919 mit dem Erwerb von Crosfield auch die – allerdings gerade ablaufende – Persil-Lizenz für Großbritannien zu.
Am 4. August 1921 wurde der Grundstein für ein Henkel-Zweigwerk in Genthin gelegt, in dem ab März 1923 Persil hergestellt wurde.
1927 unterzeichneten Lever und Henkel einen Vertrag, demzufolge die Marke Persil in Frankreich und dem Vereinigten Königreich Lever vorbehalten war, im Rest der Welt hingegen Henkel.
Während des Zweiten Weltkriegs wurde Persil nicht hergestellt, da die Reichsregierung mit Kriegsausbruch in einer Anordnung ein Einheitswaschmittel vorschrieb.
Heute ist Persil das meistverkaufte Waschmittel in Deutschland. Ende der 1950er-Jahre wurde die grüne Hintergrundfarbe eingesetzt, ab 1970 wurde der Name in roter, serifenloser fetter Schrift gesetzt. Eine Besonderheit waren „Persil 59“, „Persil 65“ und „Persil 70“ mit zusätzlichen Jahreszahlen im Markennamen. „Persil 70“ kam bereits 1969 als „Waschmittel der 1970er-Jahre“ auf den Markt.
Unter der Marke wurden immer wieder kleine Neuheiten in den Markt eingeführt, wie 1987 flüssiges Waschmittel und 1994 kleine Kügelchen („Perlen“) statt Pulver.
In der DDR produzierte das vormalige Henkel-Zweigwerk in Genthin bis 1968 ein ebenfalls Persil genanntes Waschmittel. In den 1950er-Jahren firmierte das Unternehmen zunächst als VEB Persil-Werk, später als VEB Waschmittelwerk Genthin (ab 1979 eingegliedert im Kombinat Agrochemie). Nach der Enteignung im Jahr 1945 hatte man in Genthin die Markenrechte für Persil, ATA, IMI und SIL für den Osten behalten. Mit der Einführung von Milwa Ende der 1950er-Jahre (hergestellt in Prettin) verlor die Marke „Persil“ in der DDR sehr an Bedeutung. Nach Einführung der neuen Genthiner Marke Spee im Jahr 1968 wurde dieses schnell zum meistverkauften Waschmittel der DDR. Die Produktion von „Persil“ wurde dann in der DDR eingestellt. Im Rahmen der Gestattungsproduktion wurde jedoch „Persil“ für den westdeutschen Markt weiterhin in der DDR produziert, dieses Produkt war auch im Intershop erhältlich. Nach der „Wende“ kaufte Henkel das Werk Genthin zurück.
Im Jahre 2007 feierte Persil seinen 100. Geburtstag mit dem Slogan „100 Jahre Persil – Rein in die Zukunft“.

## Vertrieb
Bereits 1908 erregte Henkel Aufsehen, als in Berlin weiß gekleidete Männer mit weißen Schirmen für Persil flanierten. Später zogen Werbehelfer überlebensgroße Persil-Pakete über und liefen damit durch die Stadt, ein früher Fall eines Walking Act. 1922 schuf der Berliner Grafiker Kurt Heiligenstaedt die berühmte Weiße Dame mit Florentinerhut, die die Persil-Werbung bis in die 1960er Jahre bestimmte.
Ab 1924 setzte man „Haushaltsberaterinnen“ ein, 1928 eröffnete man die erste „Haushaltsschule“ zusammen mit Dr. Oetker; wieder aufgegriffen wurde diese Idee in den 1950er-Jahren mit eigens erbauten, architektonisch auffällig gestalteten Persil-Schulen, unter anderem der Persil-Schule in München. Noch in den 1930er-Jahren waren sog. Himmelsschreiber im Einsatz, Flugzeuge, die für Persil mit Rauchschrift warben. 1932 produzierte Henkel den abendfüllenden Kinofilm Wäsche – Waschen – Wohlergehen, der bis zum Kriegsbeginn von 30 Millionen Menschen gesehen wurde. Zur Popularität trugen die Verwendung bekannter Schauspieler, die Konzipierung als Tonfilm, Passagen als Farbfilm sowie die lange Aufführungsdauer bei kostenlosem Eintritt bei.
Ein Werbefilm entstand im Jahr 1948. In diesem hoch metaphorischen Zeichentrick-Film wird ein Märchen erzählt, in dem alle Tiere – weil sie am Pol lebten – weiß waren: Der Bär war weiß, der Fuchs und die Pinguine. Irgendwann begann die Sonne das Eis zu schmelzen, der Bär stolperte in eine Dreckpfütze und bekam einen braunen Pelz usw. Dank eines Matrosen, der zufällig am Pol vorbeifuhr und Persil dabei hatte, konnten einige Tiere wieder rein gewaschen werden. Nur für die vielen Pinguine reichte das Waschmittel nicht, so dass sie nur eine „weiße Weste“ bekamen.
Der erste Werbespot, der im deutschen Fernsehen am 3. November 1956 vom Bayerischen Rundfunk ausgestrahlt wurde, war ein Werbespot für Persil mit den Hauptdarstellern Beppo Brem und Liesl Karlstadt. Von 1975 bis 1985 und nochmals 1995 warb der „Persil-Mann“ Jan-Gert Hagemeyer (1938–2013) in der Art einer Nachrichtensendung für Persil.
Besonders bekannt ist die Persil-Leuchtreklame auf der Turmspitze des Wilhelm-Marx-Hauses in Düsseldorf und dies seit mehr als 50 Jahren. Die Leuchtreklame wird durch eine raffinierte Technik unterstützt. Die Buchstaben stehen auf einer Art Hebebühne, die tagsüber heruntergefahren wird. Bei Dunkelheit fährt die Bühne hoch und zeigt die Persil-Schriftzüge in alle vier Himmelsrichtungen.

### Persiluhren
Ende der 1920er Jahre wurden elektrisch beleuchtete Reklamesäulen mit Uhrenanlagen aufgestellt. Darauf war die weiße Dame abgebildet.
- 1928 in Lünen an der Gabelung Münsterstraße/Cappenberger Straße, 1942 beschädigt und entfernt.[9]
- 1929 in Lünen vor dem Hauptbahnhof an der Münsterstraße[9][10]
- Albstadt, im Ortsteil Ebingen,[11] Zollernalbkreis mit neuer Uhr ab 2012
- Apolda[12]
- Baumberg, ab 2017[13]
- Büsum,[14][15] seit 1998 auf dem Ankerplatz, aufgestellt infolge eines bundesweit ausgeschriebenen Wettbewerbs des Henkel-Konzerns
- Burg bei Magdeburg
- Datteln, am Neumarkt
- Düsseldorf die eigentlich auf dem Kamper Acker im Düsseldorfer Stadtteil Holthausen, ganz in der Nähe des Henkelwerks steht. Persiluhr am Burgplatz
- Düsseldorf, am Jürgensplatz
- Düsseldorf, seit 1999 auf dem Henkel-Gelände in Holthausen[16]
- Eschwege, Werra-Meißner-Kreis
- Flensburg, am Burgplatz in Flensburg neben dem Diakonissenkrankenhaus.
- Fürth:[17] Die Fürther Persiluhr wurde an die Billinganlage verfrachtet – 15. Dezember 2009.
- Genthin,[18] auf dem Marktplatz der Stadt
- Hamm,[19] an der Weststraße
- Hattingen am Steinhagentor[20]
- Helgoland, an der Landungsbrücke (auf meist undatierten Photos ab 1927 mit drei unterschiedlichen Frauenbildern bis zur Erneuerung der Landungsbrücke (Rickmers-Bollwerk) 1935 nachweisbar).
- Köthen,[21] Friedrich-Ebert-Straße 21
- Krefeld,[22] am Eingang des Stadtparks Fischeln hält sie mit leichter Hand ihren Florentiner-Hut.
- Lünen,[10] in der Fußgängerzone an der Ecke Münsterstraße/Cappenberger Straße.
- Mettmann, vor der Galerie Königshof
- Mühlhausen/Thüringen, Görmarstraße.
- Münster, am Hafenmarkt, seit 2024[23]. (Bis 2008 in Coesfeld aufgestellt, Nachbau aus 1987[24])
- Oelsnitz/Erzgeb., auf dem Marktplatz
- Oelsnitz/Vogtl.[25]
- Oldenburg (Oldb), Julius-Mosen-Platz
- Recklinghausen, am Neumarkt
- Rheine[26] Osnabrücker Straße
- Reutlingen, Bahnhofstraße gegenüber der Alten Post
- Schweinfurt, am Roßmarkt, im Zweiten Weltkrieg zerstört und nicht wieder aufgestellt
- Straubing, an der Kreuzung Innere Passauer Straße/Mühlsteingasse und Heerstraße
- Solingen Ohligs auf dem Marktplatz neben der Weinbar
- Travemünde,[27] seit 2018 an Stelle einer denkmalgeschützten Werbeuhr im Dr.-Zippel-Park an der Außenallee.
- Wismar:[28] Seit dem Jahr 2006 gibt es die Persiluhr wieder am Lindengarten auf dem Platz vor dem ehemaligen „Königlich-schwedischen Provianthaus“, der einstigen Poliklinik bzw. dem vormaligen Arbeitsamt.
- Wuppertal-Vohwinkel, auf dem Kaiserplatz, bei einem Unfall von einer entgleisten Straßenbahn zerstört und nicht wieder aufgestellt.

Sie waren beliebte Treffpunkte für Verabredungen.
1987 begann Henkel zum 80. Markenjubiläum von Persil, in Orten, in denen früher nachweisbar eine „Persiluhr“ stand, den Städten diese Uhr kostenlos anzubieten, um auch mit der „Weißen Dame“ das alte Marketing von Persil wieder positiv in den Vordergrund zu heben. So wurde zum Beispiel in Flensburg, Hamm und in Lünen eine Persiluhr aufgestellt. In Lünen wurde damals sogar die Bushaltestelle im Zentrum zu „Lünen, Persiluhr“ umbenannt; auch ein Hotel dort bezeichnet sich „An der Persil-Uhr“. Anlässlich des 90. Markenjubiläums wurden neun weitere Persiluhren an verschiedene Städte (unter anderem Krefeld und Oelsnitz/Vogtl.) verschenkt.

Persiluhren
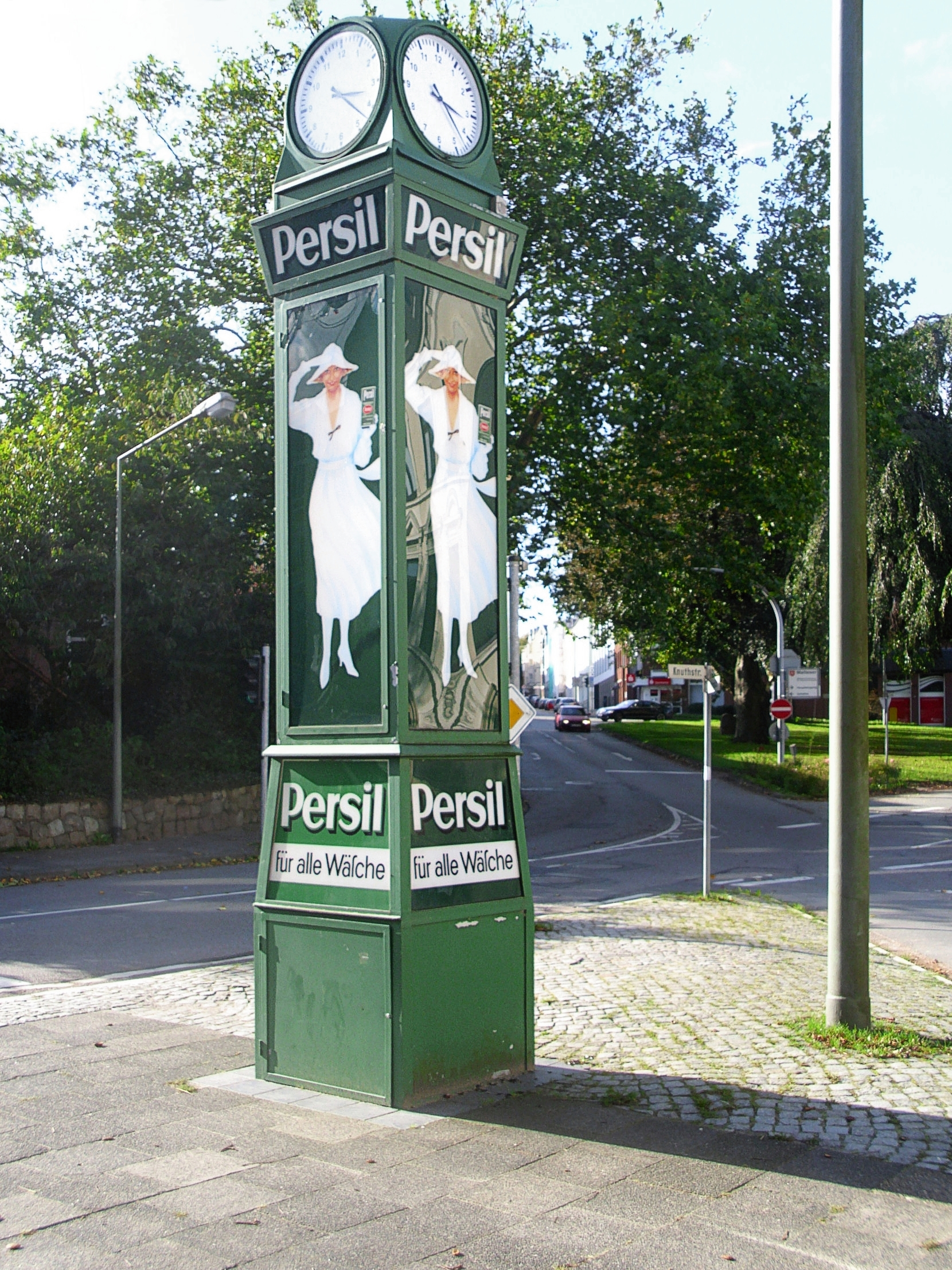
Flensburg Burgplatz neben Diakonissen- anstalt
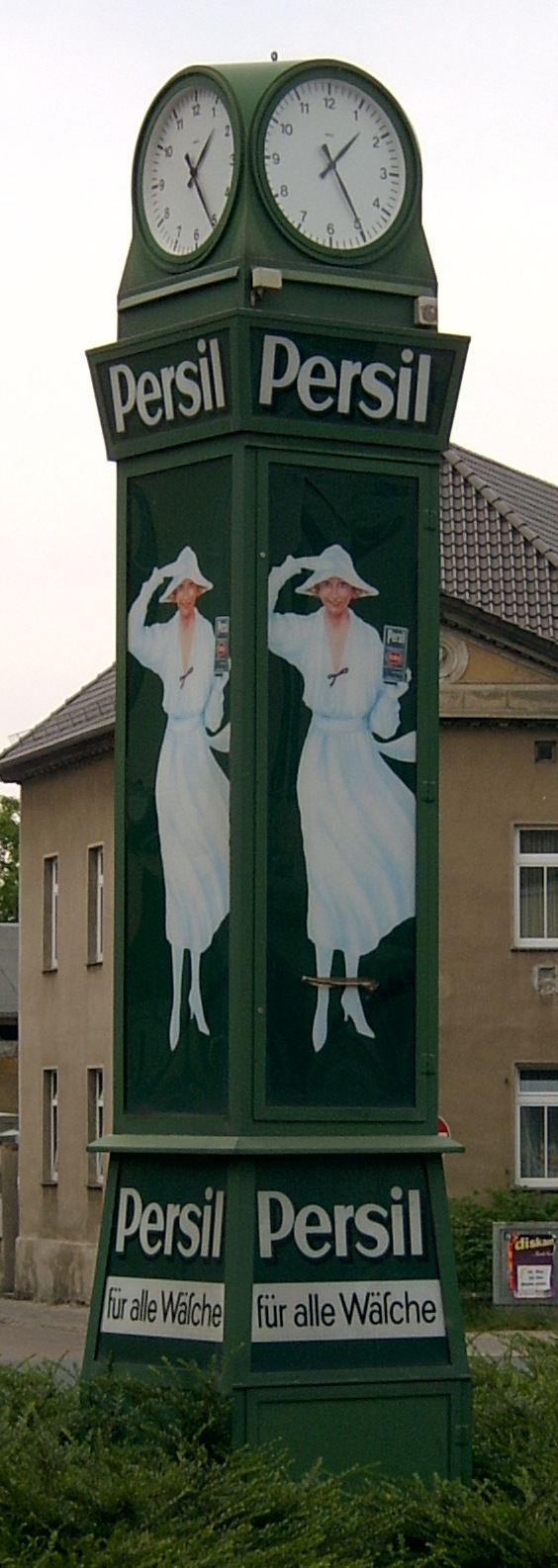
Köthen
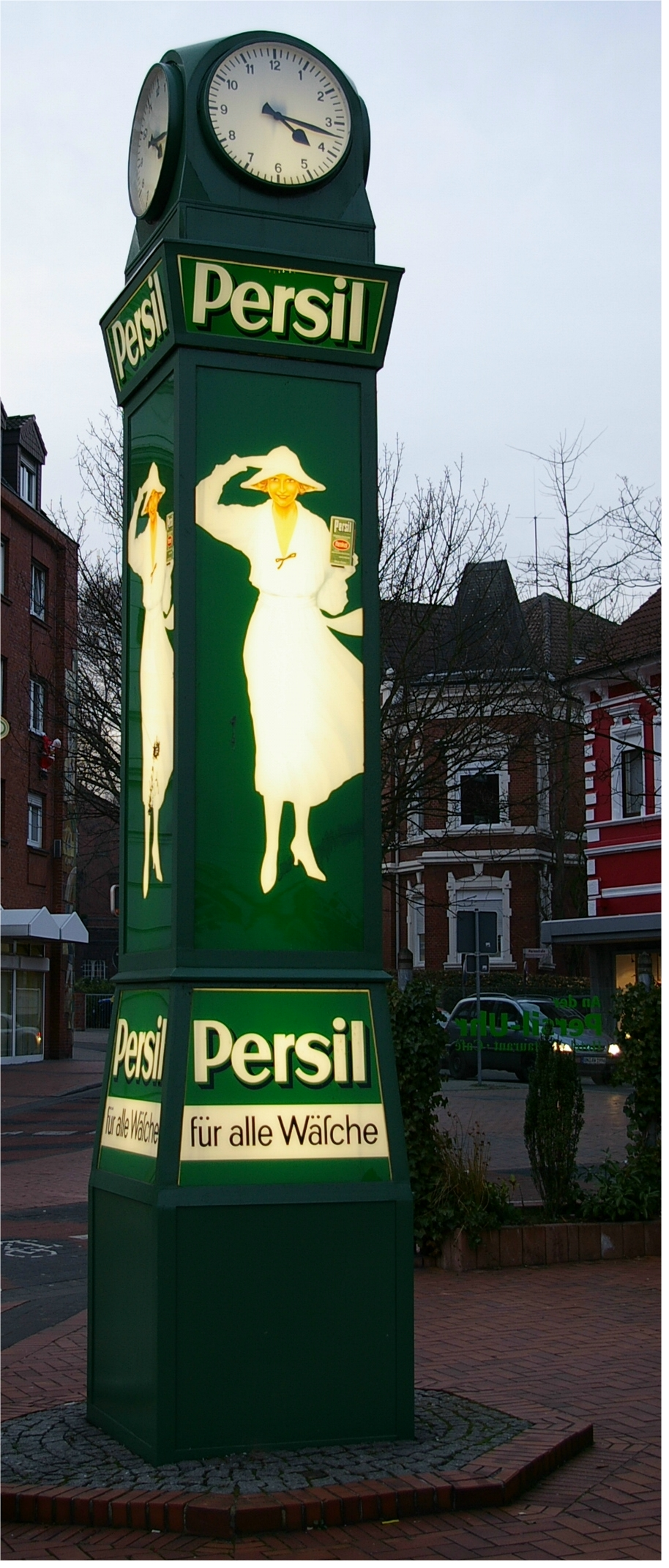
Lünen Fußgängerzone
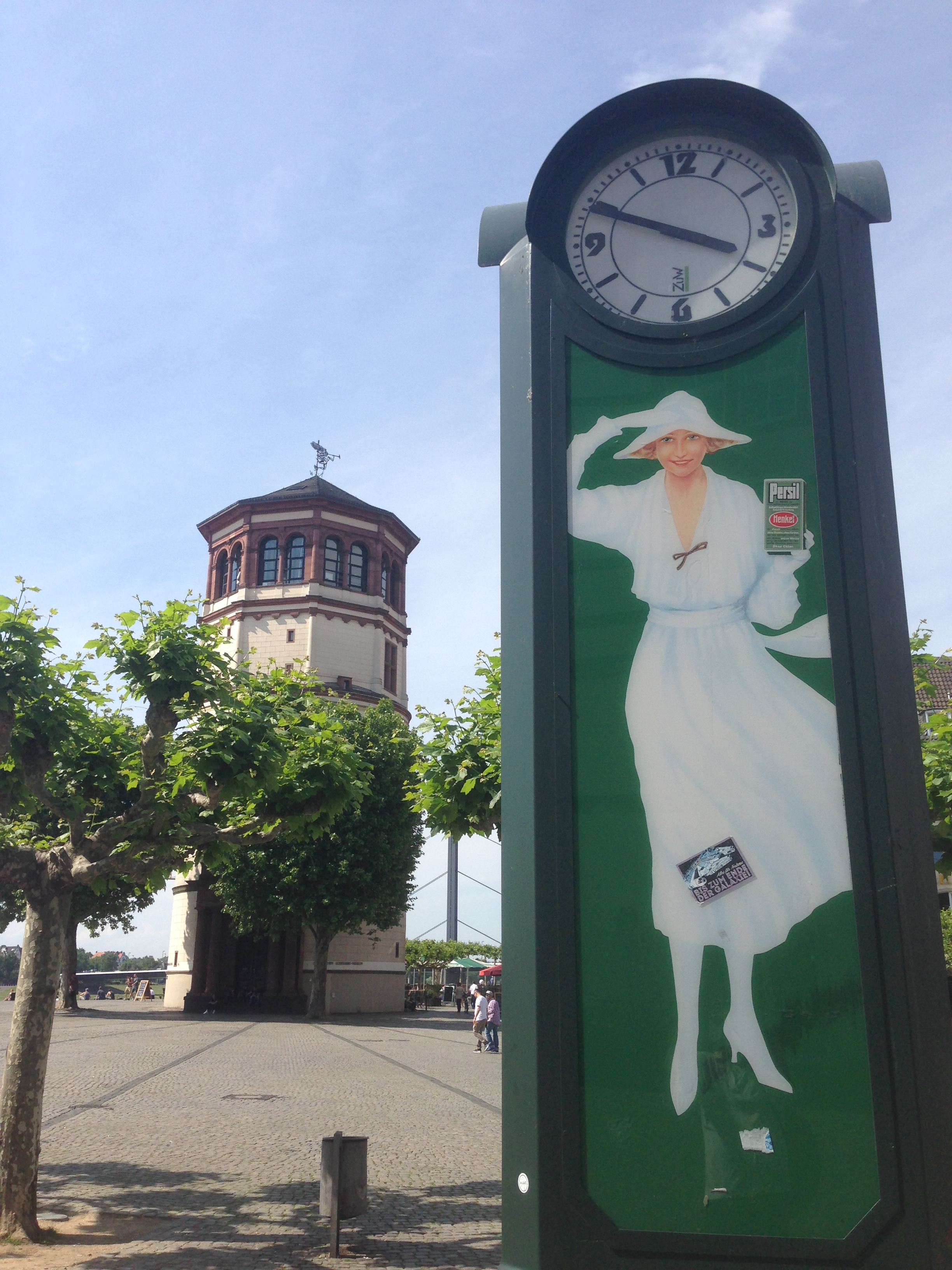
Düsseldorf Burgplatz
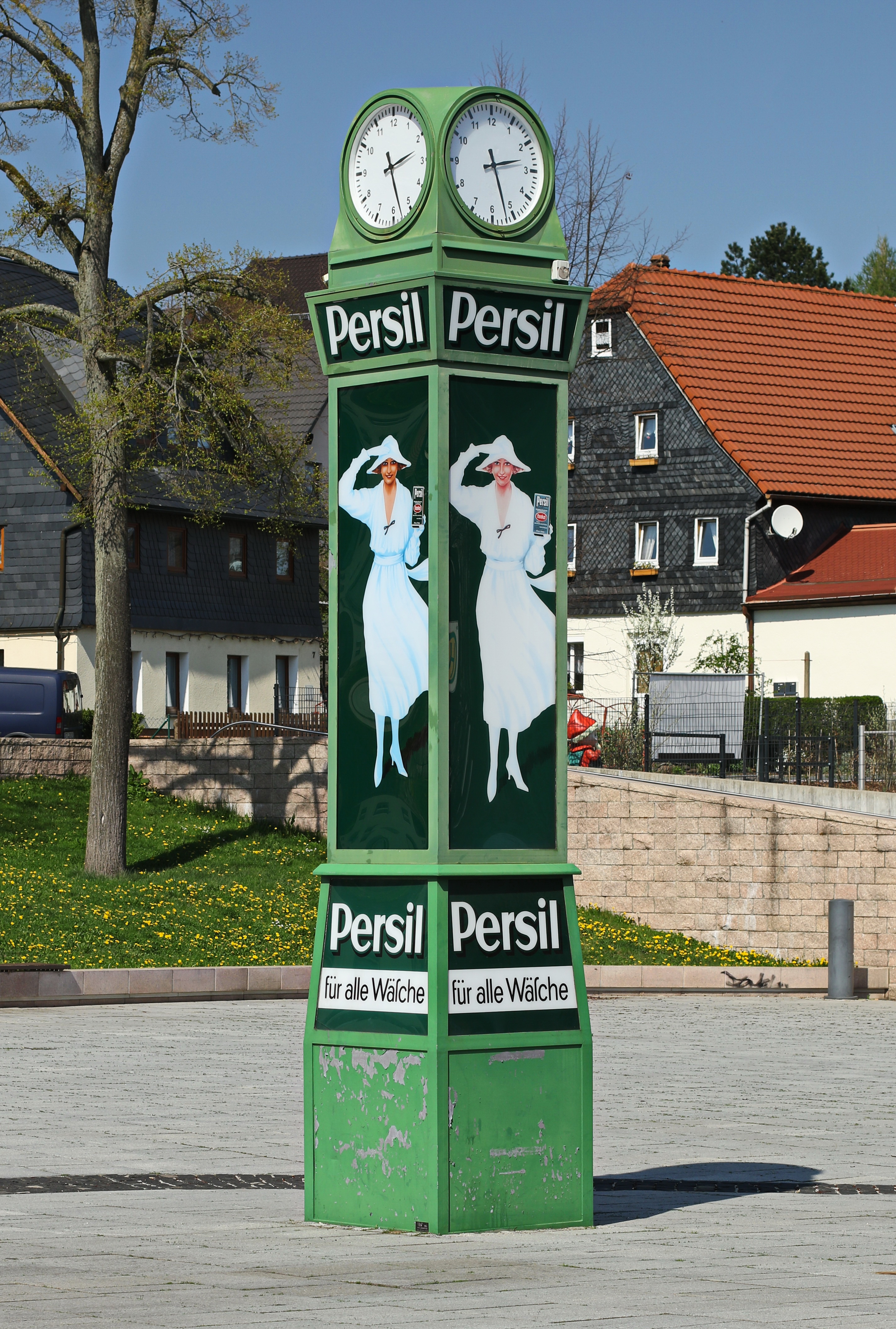
Oelsnitz/Erzgeb. Marktplatz
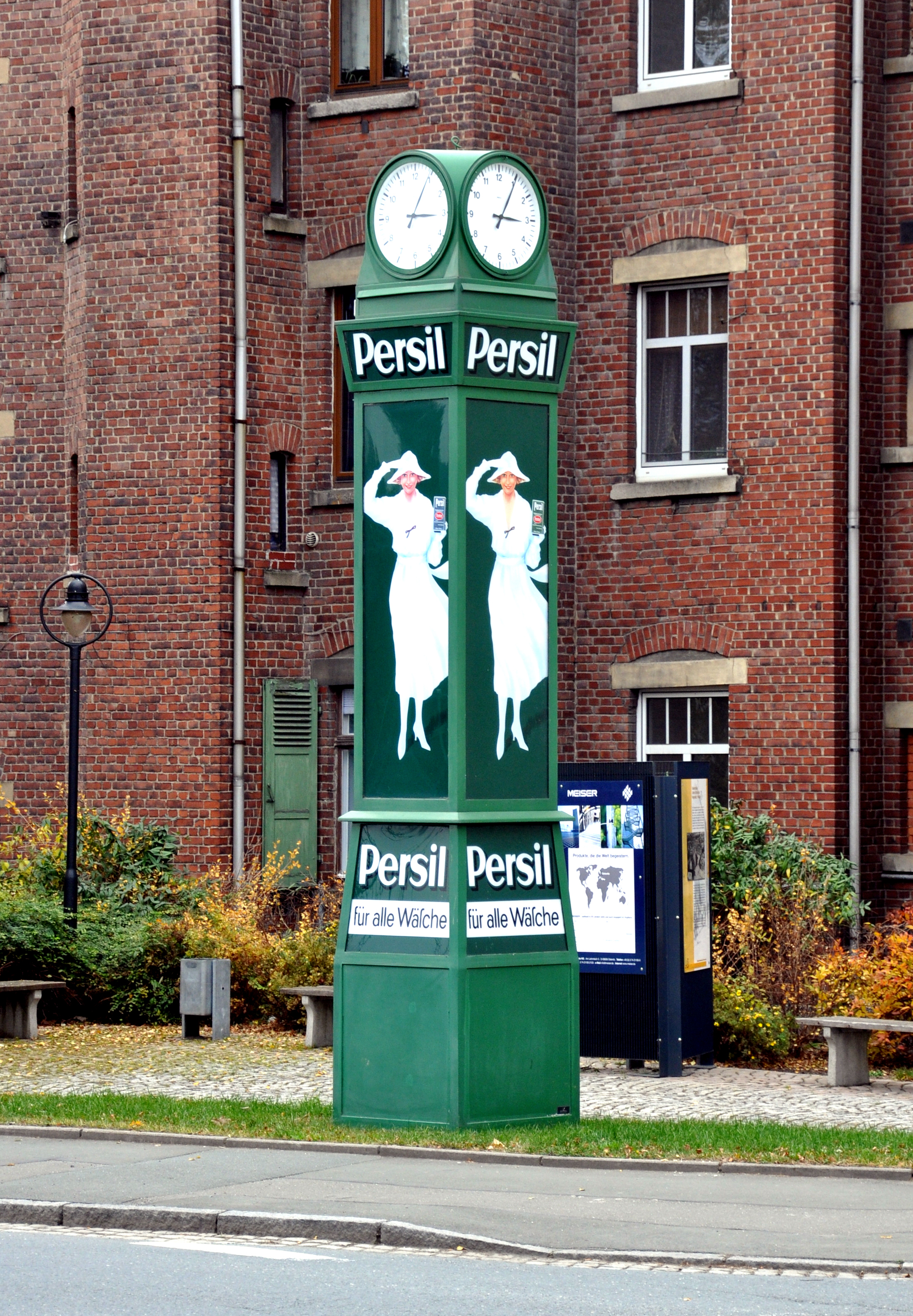
Oelsnitz/Vogtl.
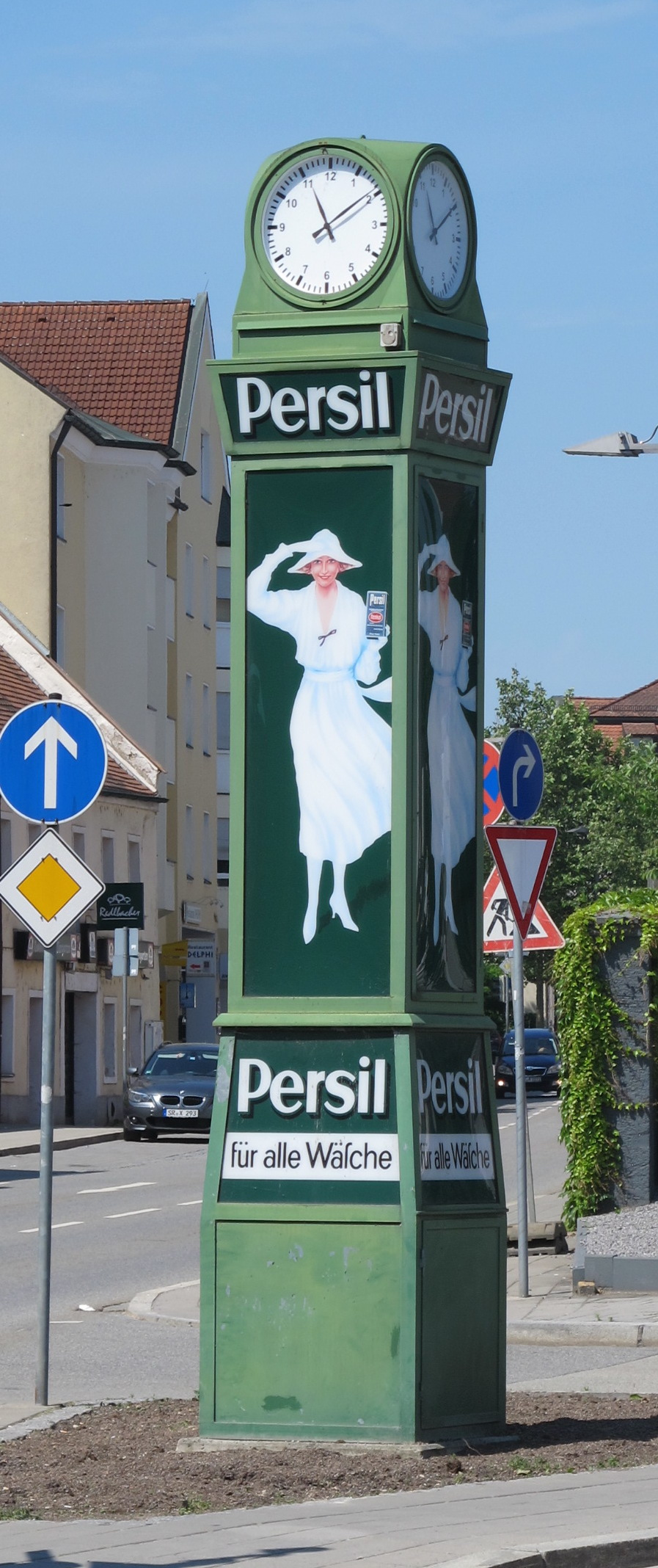
Straubing
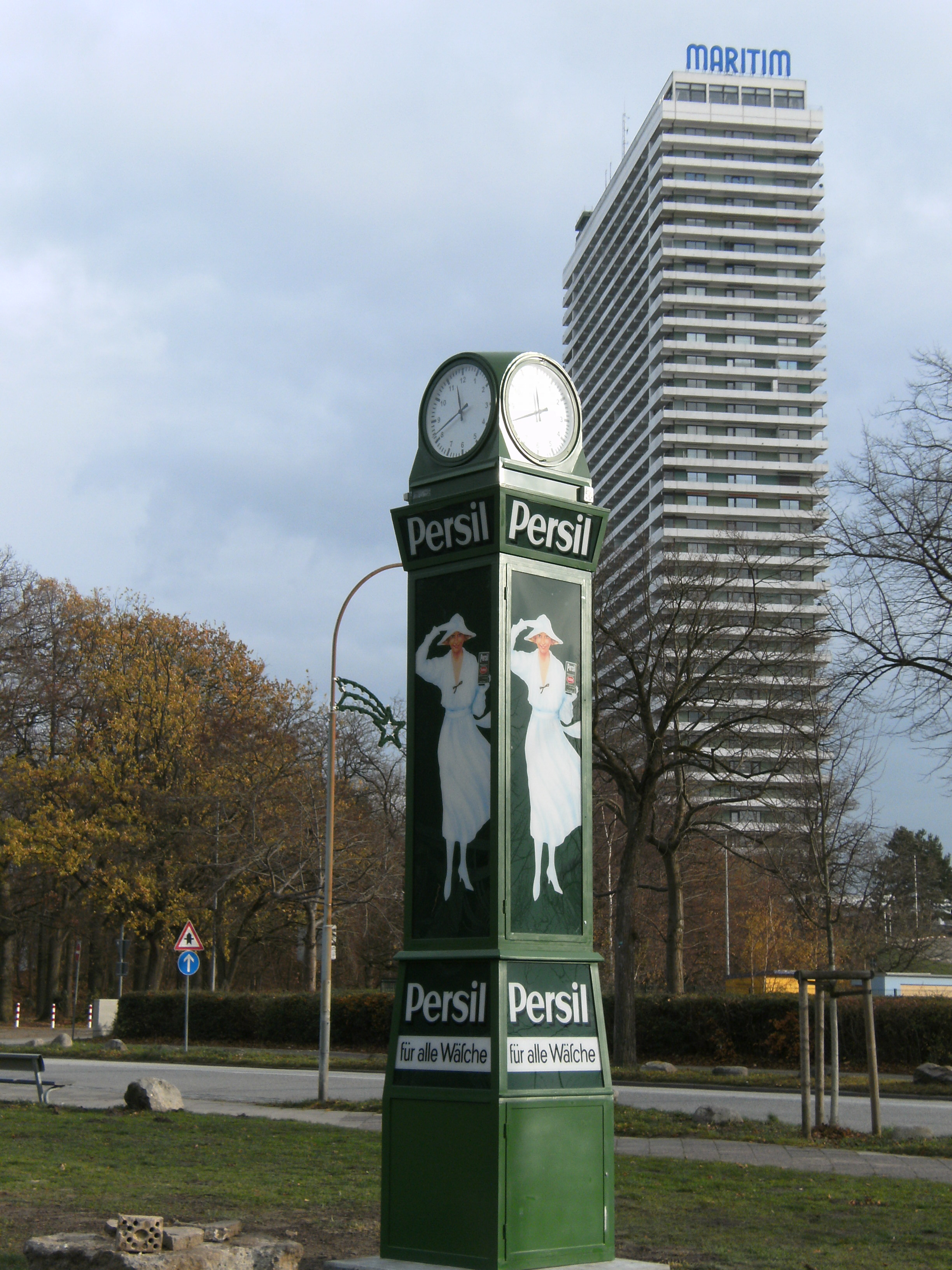
Travemünde Dr.-Heinrich-Zippel-Park mit Hotel Maritim
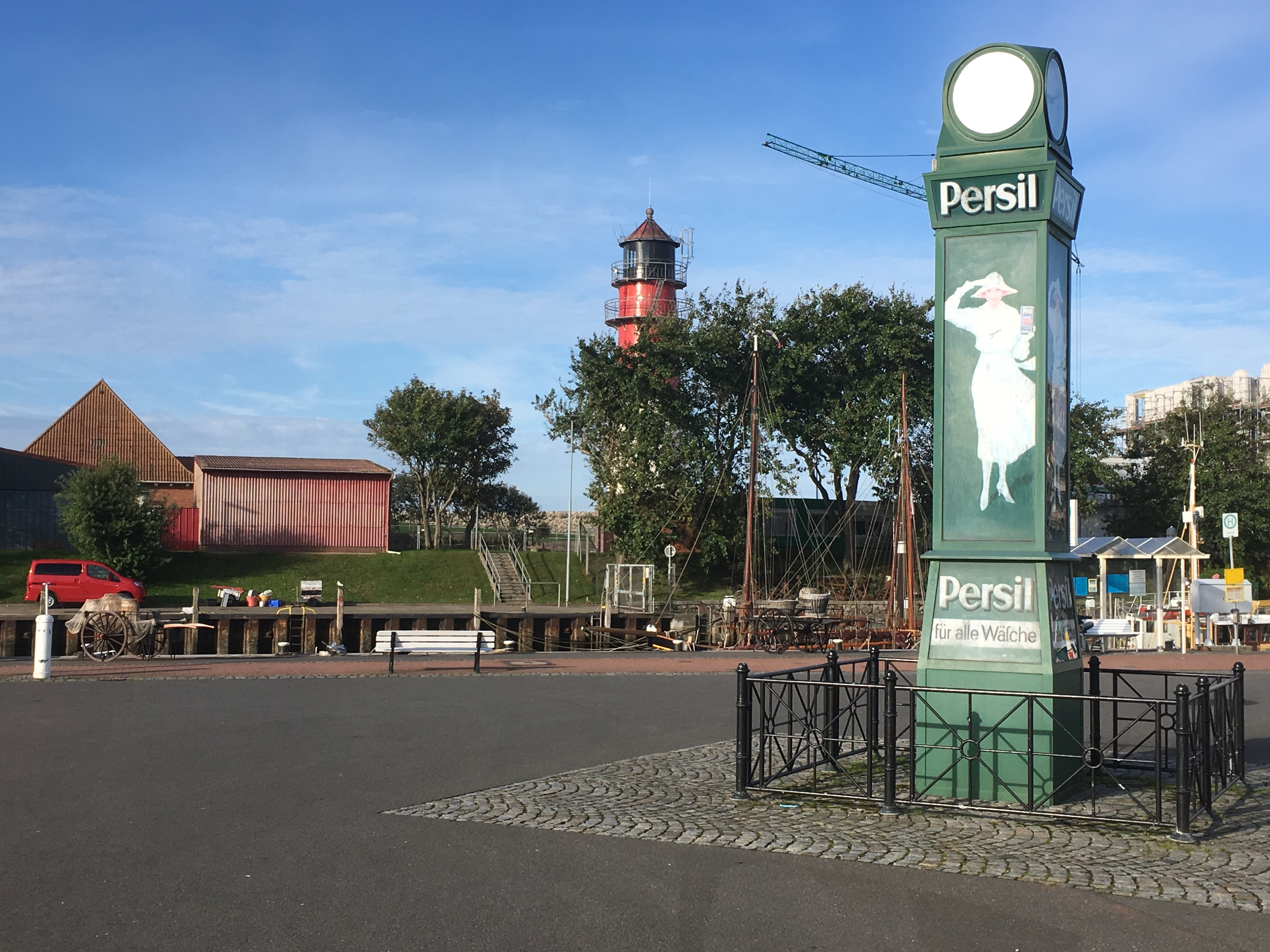
Museumshafen Büsum
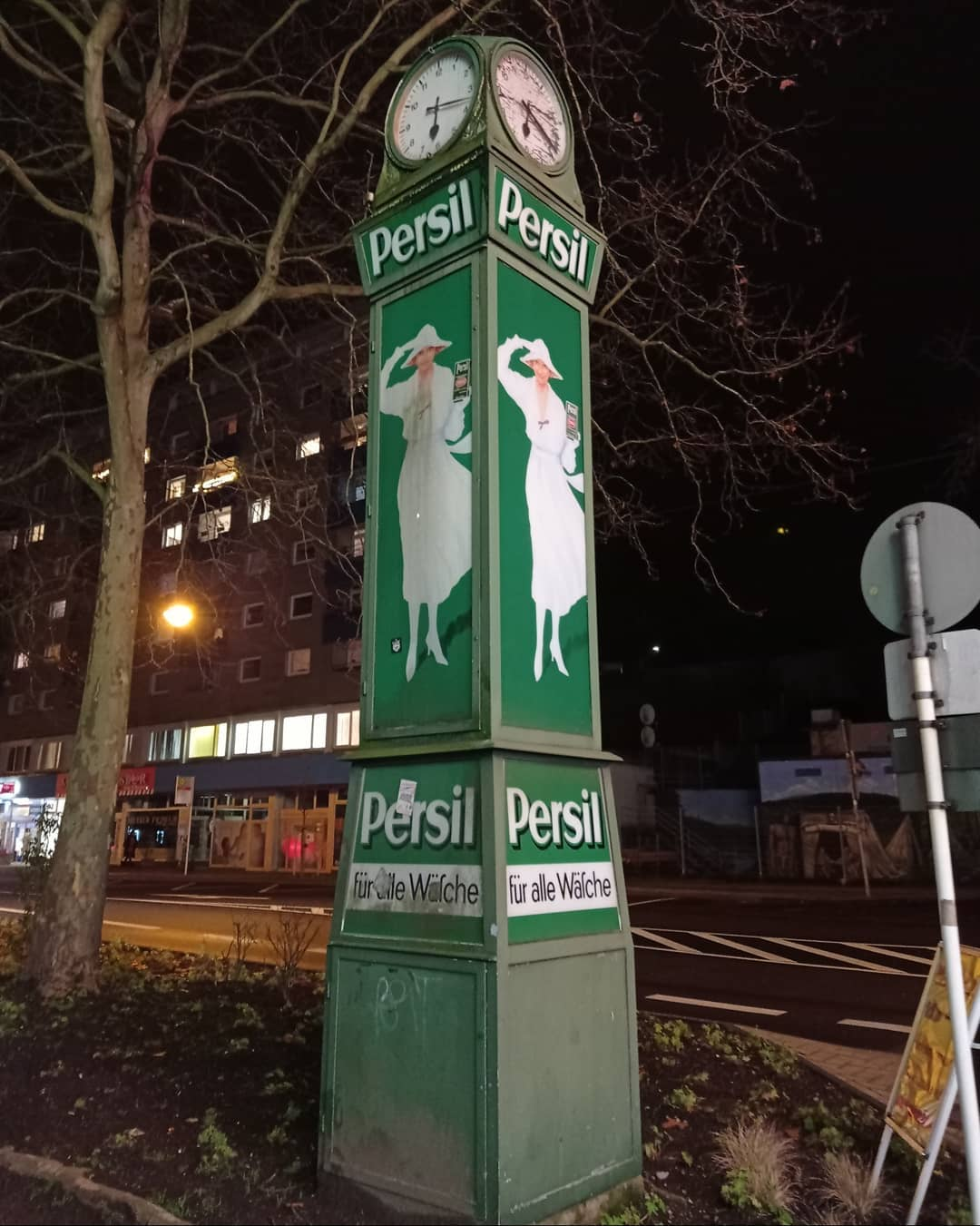
Mettmann vor Galerie Königshof
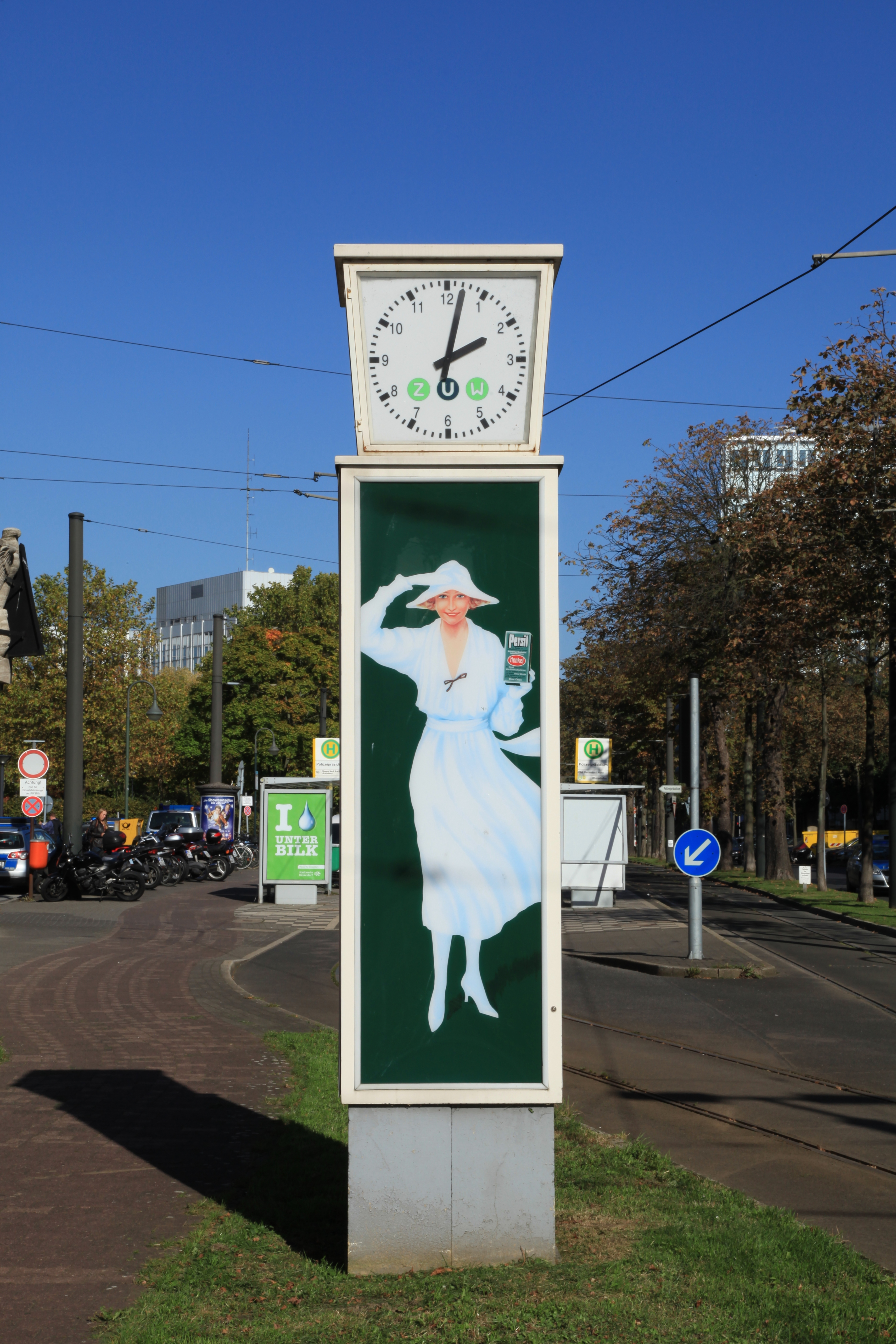
Düsseldorf
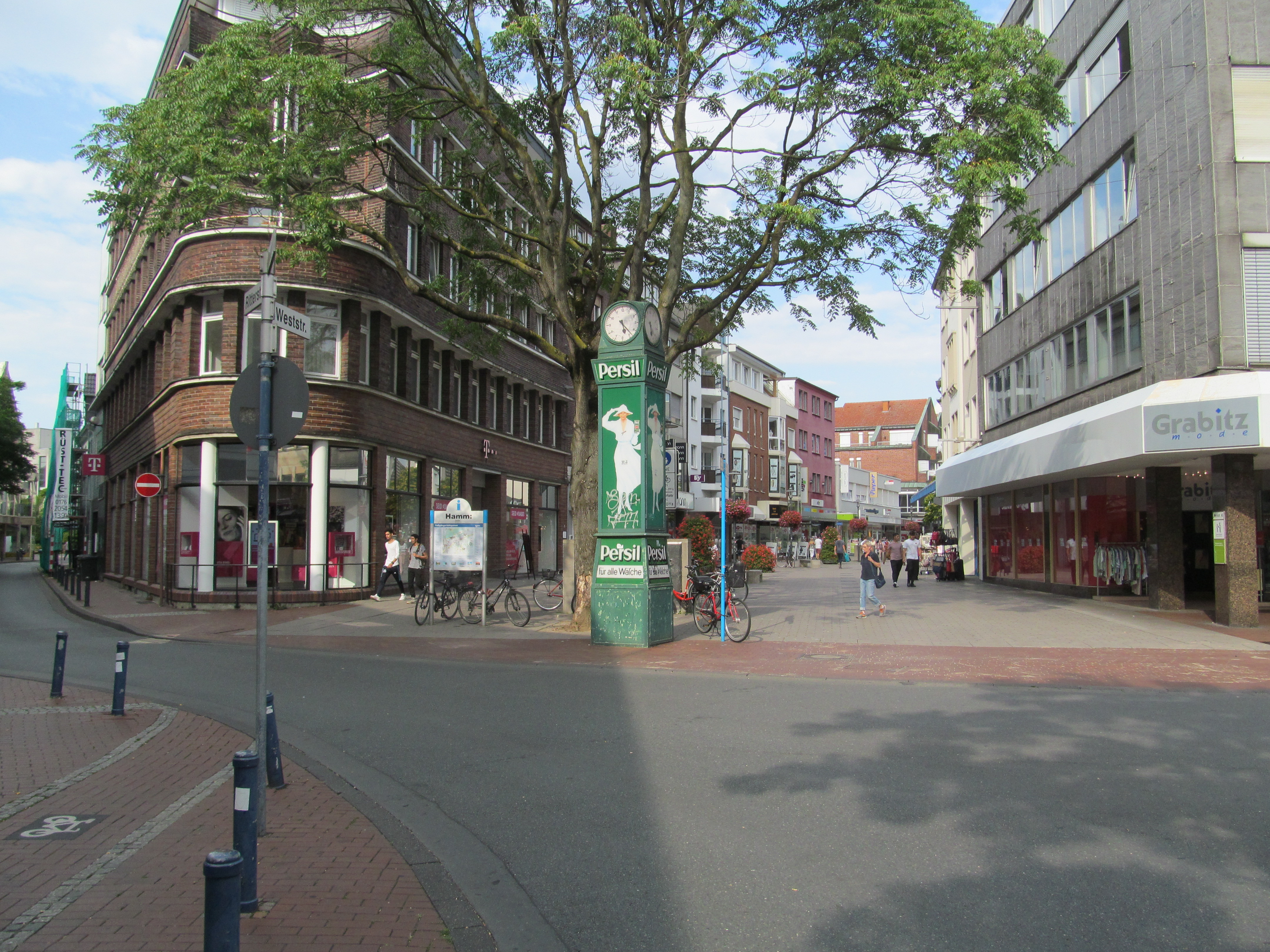
Hamm Mitte
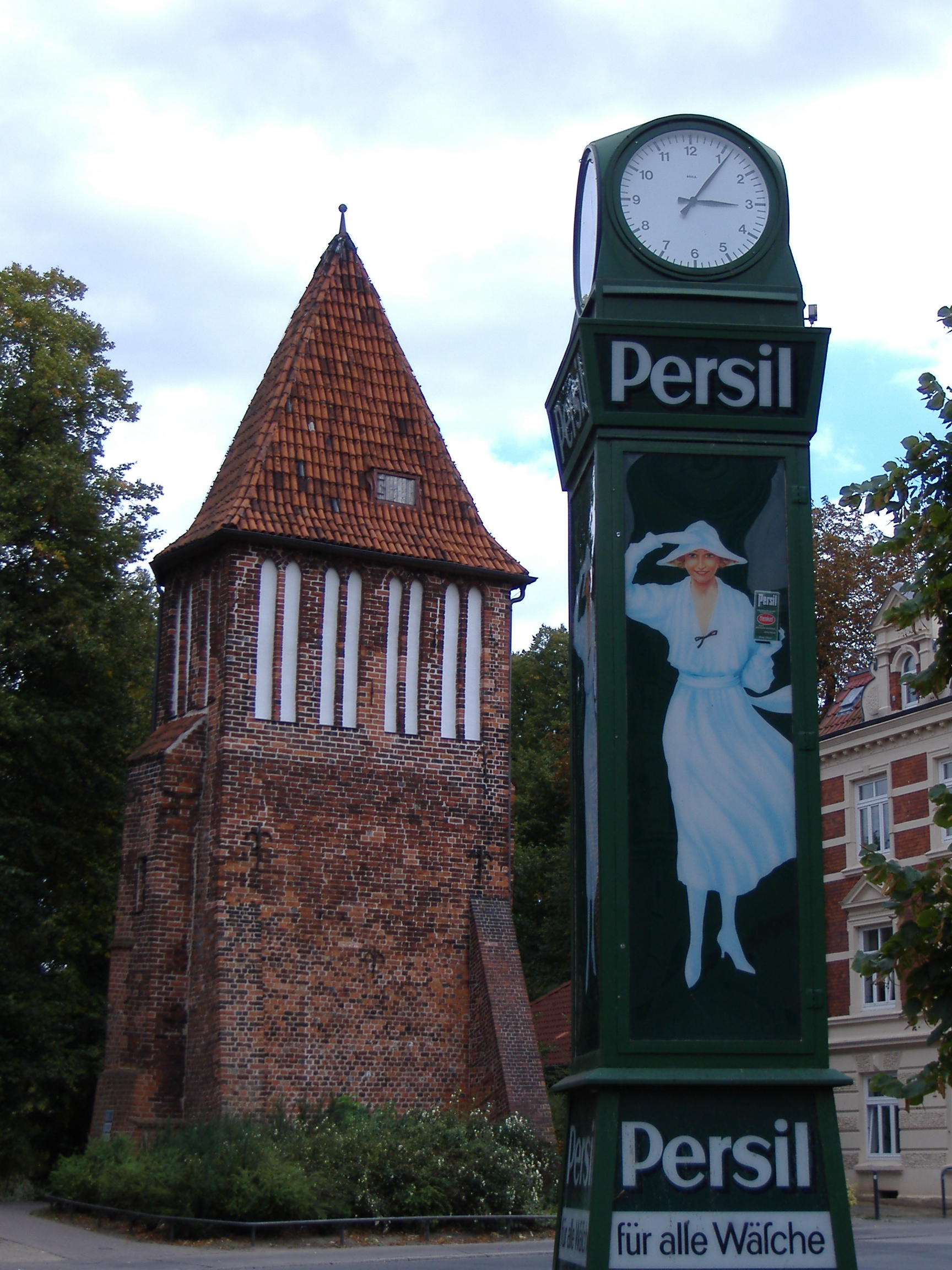
Wismar Nähe Bahnhof

## Markenrecht
Zu Beginn gab es Unklarheiten um die Zukunft des Namens, da sich die Marke auf dem französischen Markt nicht schützen ließ: persil ist das französische Wort für Petersilie.
Im Jahr 1909 wurde das Nutzungsrecht an der Marke Persil in einigen Ländern (FR, IR, NL, NZ) von Joseph Crosfield gekauft. 1911 kaufte Brunner, Mond and Co Joseph Crosfield auf. 1919 verkaufte Brunner, Mond and Co das Geschäftsfeld Crosfield an Lever Brothers. 1929 migrierten Margarine Unie und Lever Brothers zu Unilever. Das Nutzungsrecht an Persil ist jedes Mal mitgewandert.

## Persil im Ausland

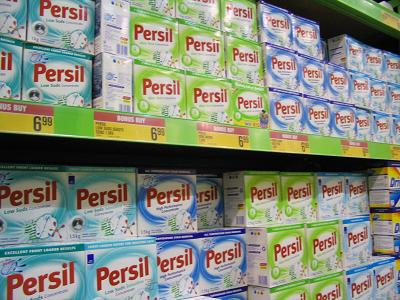
Unilever-Persil in einem Supermarkt

Henkel vertreibt Persil weltweit in rund 60 Ländern unter diesem Namen.
Ein in Frankreich, Großbritannien, Irland und Neuseeland vertriebenes Waschmittel mit dem Namen Persil stammt vom Konzern Unilever.
Seit dem Jahr 2015 wird Persil auch von Henkel in Amerika vertrieben. 100 Jahre zuvor gab es in den USA Persil bereits schon einmal für sehr kurze Zeit.